# Backblech

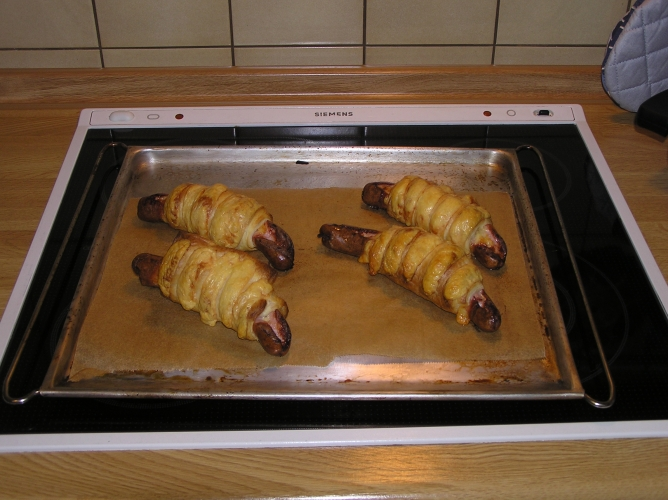
Würstchen im Schlafrock auf einem mit Backpapier ausgelegten Backblech

Backblech oder Kuchenblech ist ein rechteckiges Metallblech mit erhöhtem Rand, das in Backöfen verwendet wird. Dort kann es auf schienenartigen Ausbuchtungen entlang der Seitenwände in verschiedenen Höhen eingeschoben werden. Es dient zum Backen von flachen Kuchen (Blechkuchen) oder Teiglingen.
Ursprünglich aus Eisenblech hergestellt, bestehen heutige Backbleche entweder aus Aluminium oder aus Stahlblech (Weißblech), das für ein besseres Antihaft-Verhalten emailliert oder mit Polytetrafluorethylen beschichtet werden kann.
In der industriellen Bäckerei haben Backbleche standardisierte Maße von in der Regel 60 × 40 Zentimetern. Davon leicht abweichend sind in der DIN 8967 die Größen 380 × 580 mm, 580 × 580 mm, 580 × 780 mm und 580 × 980 mm geregelt. Die Maschinen in der Backstube sind entsprechend auf diese Standardmaße ausgelegt. Für Haushaltsbacköfen ist die Größe hingegen nicht normiert, daher passt nicht jedes Blech in jeden Backofen. Typische Breiten sind im Haushaltsbereich 41–45 cm. Deshalb sind im Handel in der Breite verstellbare Backbleche erhältlich, bei denen in eine doppelwandige Hälfte eine einfache teleskopartig eingeschoben werden kann. Konstruktionsbedingt sind sie nicht flüssigkeitsdicht.

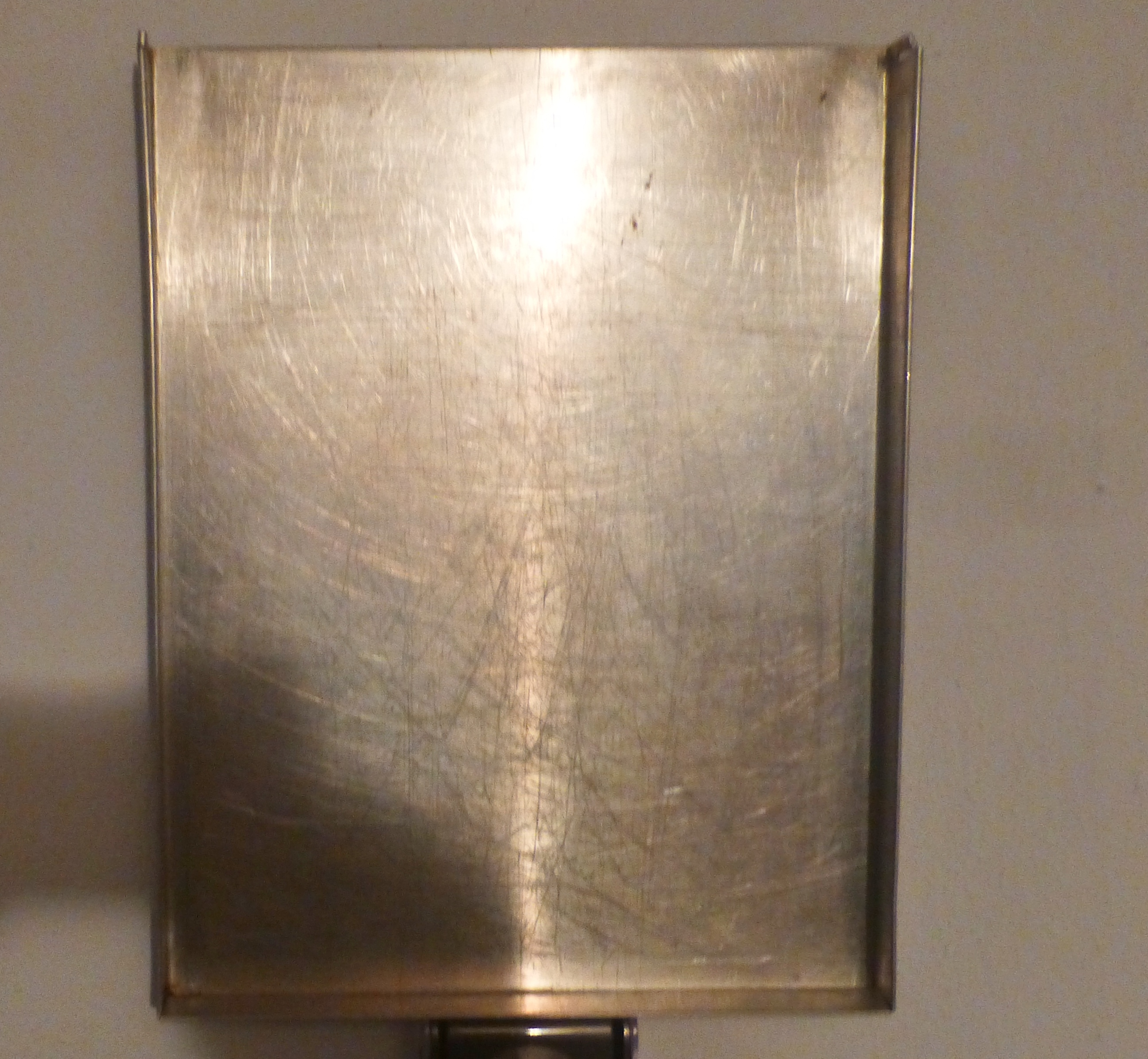
Schnittkuchenblech bzw. Schnittenblech

Für etwas höhere Kuchen gibt es Schnittkuchenbleche bzw. Schnittenbleche, die einen mit ca. 5 cm etwas höheren Rand und teilweise eine mittels Vorsatzschiene öffenbare Seite zur leichteren Entnahme aufweisen. In Bäckereien werden sie nicht nur als Backblech, sondern auch als Verkaufsblech zur Präsentation in der Theke eingesetzt.
In manchen ländlichen Gegenden waren (und sind teilweise heute noch vereinzelt) große, runde Backbleche (⌀ 80–90 cm) üblich, auf denen insbesondere zu Feiertagen und Familienfesten Kuchen vorbereitet wurden, die man dann zum ortsansässigen Bäcker gab, der sie nach dem Brotbacken in der Restwärme seines Bäckerofens backte.
Dem Backblech sehr ähnlich ist die Fettpfanne. Sie hat einen allseitig höheren Rand und dient – unterhalb eines Rosts eingesetzt – zum Auffangen von Fett und Flüssigkeit beim Braten von Fleisch, falls es nicht in einem Bräter zubereitet wird. Die so aufgefangene Flüssigkeit wird üblicherweise zur Herstellung einer dunklen Sauce verwendet. Mit diesem tieferen Backblech, auch Reine genannt, werden beim Braten einer Gans, Pute oder Ente die austretenden Säfte und das Fett aufgefangen. Mittels einer Reine kann auch Wasser in den Ofen eingebracht werden, das verdunstend eine gleichmäßigere Back- und Brattemperatur sowie höhere Luftfeuchtigkeit im Ofen gewährleistet; so wird das Bratgut nicht so schnell trocken.

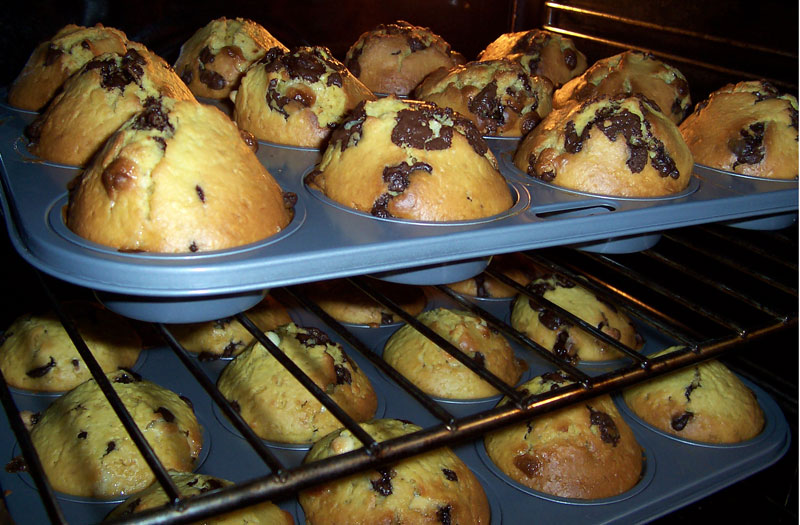
Spezielles Backblech für Muffins

Abzugrenzen ist die Backform, wobei der Übergang durch spezielle Backbleche mit runden (z. B. für Florentiner, Muffins) oder welligen (z. B. für Baguettes) Vertiefungen bzw. Formen fließend ist.